# Kostel Panny Marie Loretánské (Roudnice nad Labem)
Kostel Panny Marie Loretánské stával u řeky na předmostí pod zámkem v Roudnici nad Labem.

## Dějiny
Nechal jej původně jako kostel svatého Václava společně se špitálem postavit ve 30. letech 14. století pražský biskup Jan IV. z Dražic v témž období, kdy byl postaven i kamenný most a augustiniánský klášter s kostelem Narození Panny Marie. Za třicetileté války byl původní špitál spolu s mostem zničen, nový špitál s kaplí svatého Josefa byl postaven na jiném místě města a původní špitál později sloužil jako jatka. Gotický kostel svatého Václava byl po barokní přestavbě v letech 1609–1612 nově zasvěcen Panně Marii Loretánské, zatímco původní zasvěcení svatému Václavovi bylo přeneseno na kostel svatého Václava v kapucínském klášteře, dostavěném roku 1628. Na barokní přestavbě kostela se podílel Santini Malvazione, italský stavitel a velvarský měšťan. Roku 1786 za josefinských reforem byl kostel přeměněn v sýpku, varhany od Dominika Matthiase Sedmíka z roku 1760 byly roku 1788 přeneseny do kostela svatého Havla v Račiněvsi. V rámci výstavby Severní státní dráhy byl kostel společně se zbytky mostecké věže zaniklého kamenného mostu Jana z Dražic před rokem 1850 (roku 1848) zbořen.   